# Kupferhydrid
Kupferhydrid ist eine anorganische chemische Verbindung des Kupfers aus der Gruppe der Hydride.

## Gewinnung und Darstellung
Kupferhydrid kann durch Reaktion von Kupferiodid mit Lithiumaluminiumhydrid in  Pyridin gewonnen werden.
{\displaystyle \mathrm {4\ CuI+LiAlH_{4}\longrightarrow LiI+AlI_{3}+4\ CuH} }
Ebenfalls möglich ist die Darstellung von reinem Kupferhydrid durch Reaktion von Kupfer(I)-bromid mit Diisobutylaluminiumhydrid in Pyridin. Kupfersulfat wird durch Phosphinsäure zu Kupferhydrid reduziert.

## Eigenschaften
Kupferhydrid ist ein hellrotbraunes, an der Luft selbstentzündliches Pulver. Es ist bis etwa 60 °C beständig, zersetzt sich oberhalb dieser Temperatur (ab 100–110 °C explosionsartig) in die Elemente. In Pyridin ist es mit dunkelroter Farbe löslich. Es kristallisiert in einer Kristallstruktur vom Wurtzit-Typ mit der Raumgruppe P63mc (Raumgruppen-Nr. 186), a = 2,89 Å, c = 4,63 Å. Die Bildungsenthalpie beträgt 21,3 kJ/mol. Die Verbindung kann neben einem Dimer über relativ starke Wasserstoffbrückenbindungen auch ein Polymer ausbilden.

## Verwendung
Kupferhydrid wird als Reagenz zur stereoselektiven Synthese von exocyclischen tetrasubstituierten Enolethern und Olefinen verwendet.